# 福建省宁德第一中学
宁德第一中学，简称为宁德一中，是一所位于中国福建省宁德市蕉城区的高级中学，创办于1940年2月。宁德一中是福建省首批17所重点中学之一，也是省级一级达标学校。学校占地面积5.3万平方米，建筑面积3.68万平方米。学校的办学理念为:“以人为本、以校为本、关爱生命、关注发展”。2018年6月，宁德一中未通过福建省教育厅一级达标学校复查，被责令限期一年进行整改。